# 李士瞻
李士瞻（1313年—1367年），字彥聞，先世南陽人，徙居荊門，占籍大都路東安州（今屬河北省廊坊市）人，元朝文學家、政治人物。

## 生平
至正十年（1350年）領鄉薦，占籍東安。除刑部主事，出督福建海漕，拜行省左丞，召入為參知政事，改樞密副使，官至翰林學士，承旨封楚國公，至正二十七年（1367年）卒，年五十五。

## 著作
著有《經濟文集》六卷。

## 家族
子李延興，至正丁酉進士。